# Barioferrita
La barioferrita és un mineral de la classe dels òxids, que pertany al subgrup de la hawthorneïta. Va ser anomenat així l'any 2014 per Michail N. Murashko, N. V. Chukanov, A. A. Mukhanova, Ye. E. Vapnik, Sergey N. Britvin, Sergey V. Krivovichev, Yury S. Polekhovsky, i Yu. D. Ivakin en relació al seu contingut en bari i ferro. És un mineral ferromagnètic.

## Classificació
Segons la classificació de Nickel-Strunz, la barioferrita pertany a «04.CC: Òxids amb relació Metall:Oxigen = 2:3, 3:5, i similars, amb cations de mida mitjana i gran» juntament amb els següents minerals: cromobismita, freudenbergita, grossita, clormayenita, yafsoanita, lueshita, natroniobita, perovskita, barioperovskita, lakargiïta, megawita, loparita-(Ce), macedonita, tausonita, isolueshita, crichtonita, davidita-(Ce), davidita-(La), davidita-(Y), landauita, lindsleyita, loveringita, mathiasita, senaita, dessauita-(Y), cleusonita, gramaccioliïta-(Y), diaoyudaoita, hibonita, magnetoplumbita, lindqvistita, latrappita, plumboferrita, yimengita, haggertyita, nežilovita, batiferrita, hawthorneïta, jeppeita, zenzenita i mengxianminita.

## Característiques
La barioferrita és un òxid de fórmula química BaFe₁₂3+O19. Cristal·litza en el sistema hexagonal. En la localitat tipus es va descriure formant cristalls en forma de fina placa d'uns 3x15x15 micròmetres i agragats irregulars.

## Formació i jaciments
A la seva localitat tipus es va descriure en nòduls de barita. S'ha descrit a Israel i a la República Txeca.